# 蔡格山
47°24′37″N 10°21′03″E / 47.41028°N 10.35083°E

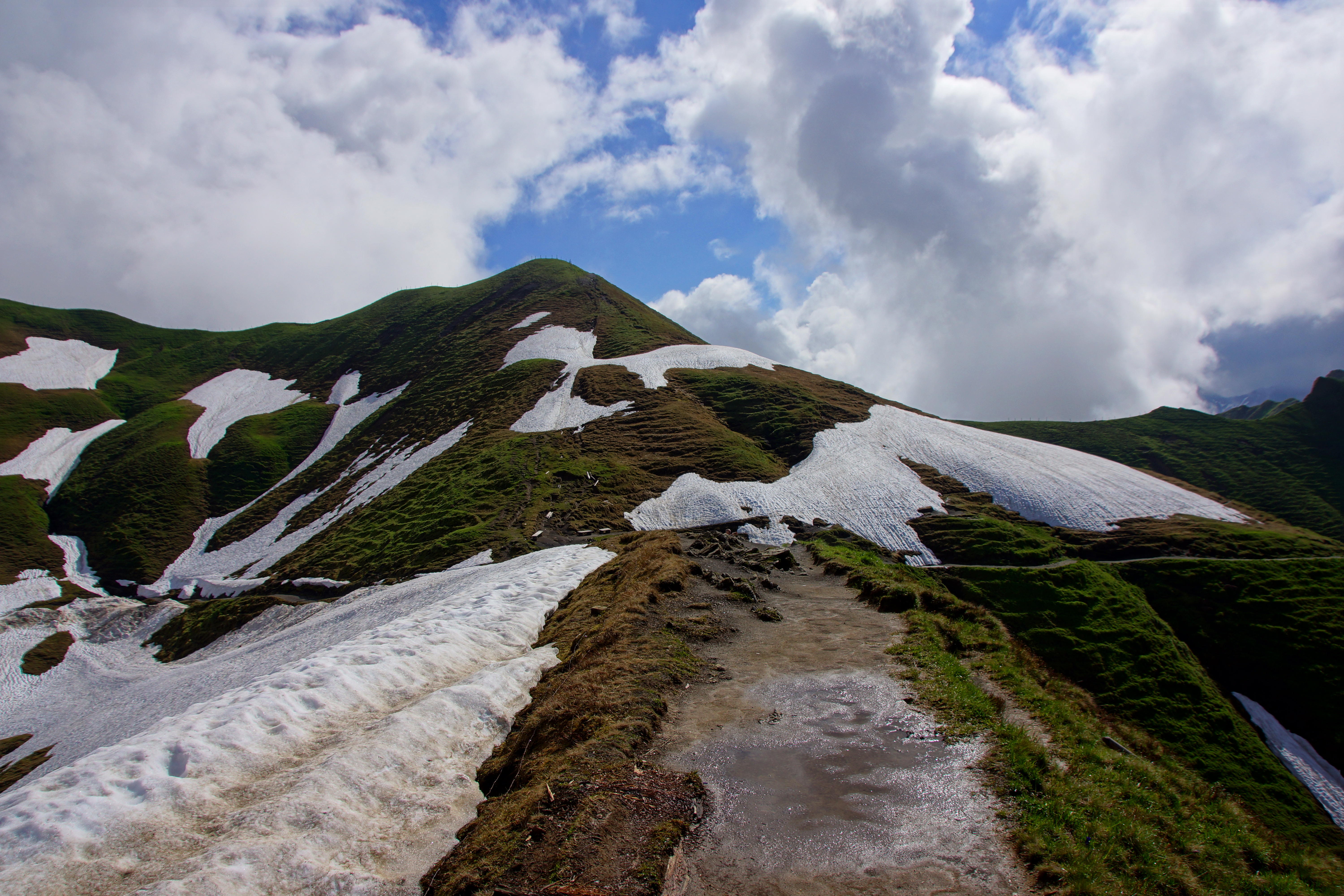

蔡格山（德語：Zeiger），是德國的山峰，位於該國南部，由巴伐利亞負責管轄，屬於阿爾高阿爾卑斯山脈的一部分，距離內伯爾山0.2公里，海拔高度1,995米，每年平均降雨量1,730毫米。